# Gerard Bodifée
Gerard Bodifée (Mortsel, 7 februari 1946) is een Vlaamse christelijke astrofysicus, filosoof, essayist en columnist.

## Biografie
Na studies in de scheikunde aan de universiteiten van Antwerpen en Gent legde hij zich toe op de sterrenkunde, in het bijzonder het probleem van de stervorming en het ontstaan van het zonnestelsel. 
Van 1973 tot 1975 werkte Gerard Bodifée als chemicus bij transformatorenfabriek Pauwels Transfo in Mechelen.  Daarna werd hij leerkracht aan het Sint-Ritacollege in Kontich. Van 1983 tot 1985 voerde hij onderzoekingen uit aan de universiteit van Brussel op het gebied van de galactische evolutie. Hij promoveerde tot doctor in de Wetenschappen met het proefschrift Oscillerende stervorming en dissipatieve structuren in Galaxieën bij Prof. C. de Loore. Het wetenschappelijk onderzoek hiervoor werd uitgevoerd in samenwerking met 
Ilya Prigogine.
Van 1985 tot 1987 was hij waarnemend directeur van het Nationaal Planetarium, verbonden aan de Koninklijke Sterrenwacht van België te Brussel. Tevens presenteerde hij het sterrenkundig magazine Poolshoogte op de televisie.
Naast zijn wetenschappelijk werk is hij ook schrijver en columnist voor onder andere De Standaard en de VRT. Hij hanteert een licht ironische stijl, vaak christelijk-filosofisch bespiegelend, maar altijd onderbouwd en kritisch, niet het minst op zijn eigen wetenschapsgebied.
In 1999 richtte hij het Huis voor Filosofie op, in het kader waarvan hij cursussen geeft in binnen- en buitenland.
In 2007 werkte hij mee aan de docufilm "Sterrenkunde in Vlaanderen" van Peter Stinissen, dat in 2009 uitkwam en in de vierennegentigste uitgave van De Druivelaar belichtte hij elke maand de wonderlijke sterrenhemel.

## Ethiek
Gerard Bodifée noemt zich een christelijk filosoof. Hij vindt de vraag naar het werkelijke bestaan van God ondergeschikt aan de positieve effecten die hij toeschrijft aan een religieus besef: moraliteit, altruïsme, zingeving en liefde zijn volgens hem niet los te maken van een christelijke oorsprong.
Bodifée heeft zich uitgesproken tegen abortus en euthanasie en een verregaande liberalisering van de wet. Het loslaten van het respect voor het leven ondermijnt volgens hem de humane waarden van onze cultuur. Hij pleitte voor het recht van kinderen op ouders van beide geslachten, een uitspraak waarvoor de Holebifederatie hem in december 2006 de Homofobieprijs toekende.

## Personalia
Gerard Bodifée is getrouwd met Lucette Verboven, interviewster van het programma Braambos van de Katholieke Televisie- en Radio-Omroep vzw en auteur van verschillende boeken op religieus gebied.

## Werken
Gerard Bodifée publiceerde tot 2012 een twintigtal boeken, voornamelijk over onderwerpen op het domein waar wetenschap, filosofie en religie elkaar raken.
- Algemene Sterrenkunde (1977, samen met T. Dethier en E. Wojciulewitsch)
- Het Ontstaan van het Zonnestelsel (januari 1978, Volkssterrenwacht Urania vzw)
- Planeetatmosferen (3de druk april 1978, Volkssterrenwacht Urania vzw)
- Natuurwetenschappelijk Zakboekje 1983-1984 (1983)
- Het Vreemde van de Aarde, over strakke natuurwetten en onberekenbaar leven, Uitgeverij Pelckmans, 181 pp. (1986)
- Halley 1986, De huidige stand van het kometenonderzoek (samen met Marc Gyssens, Volkssterrenwacht Urania vzw)
- Ruimte voor Vrijheid, over de onvoltooide natuur en het menselijke initiatief, Uitgeverij Pelckmans, 236 pp. (1988)
- Reflecties, over de wetenschap, het leven, en wat die van elkaar vermoeden, Uitgeverij Pelckmans, 159 pp.  (1989)
- Momenten onder de Melkweg (1990)
- Het Zichtbare en het Denkbare (1990)
- Aandacht en Aanwezigheid, over creativiteit in een onvoltooide wereld, Uitgeverij Pelckmans 124 pp. (1991)
- Resonanties (1991)
- Op de Rand van een Vulkaan, Uitgeverij Pelckmans, 155 pp. (1992, Frans Verleyen in gesprekken met G. Bodifée)
- In Beginsel, elementen van een christelijke geloof, Uitgeverij Pelckmans, 78 pp. (1993)
- Klassieken van de Wetenschap, van Plato tot Prigogine, Uitgeverij Scoop, 207 pp. (1994)
- Dialoog over de Verbeterde Staat van de Wereld (1995)
- Met het Oog op Mars, Uitgeverij Scoop, 320 pp. (1997)
- Natuurlijke Ongehoorzaamheid, apologie van een ordeverstoring, Uitgeverij Pelckmans, 140 pp. (1997)
- Eclips (1999)
- Weg van Duizend Jaar (2000)
- Tot mijn Verwondering (2001)
- Tot Bestaan Bestemd (2003)
- Weg uit de Leegte, de spirituele nood van Europa, Davidsfonds uitgeverij, 84 pp. (2005)
- God en het gesteente, waarover religie en wetenschap spreken en zwijgen,  Uitgeverij Davidsfonds, 168 pp. (2007)
- Diotima, Uitgeverij Pelckmans, 142 pp. (2008)
- CMG. A Catalogue of One Thousand Named Galaxies (2010) of CNG. Catalogue of Named Galaxies, in deze laatste versie op het internet te vinden[4].
- Nocturnes, nachtelijke gedachten over de mens, de kosmos en God, Davidsfonds uitgeverij, 143 pp. (2010)
- Nu is de tijd, over tijdelijkheid en eeuwigheid, Davidsfonds uitgeverij, 248 pp. (2012)
- De vrije wil, Sterck & De Vreese uitgeverij, 255 pp., ISBN 978 90 5615 536 0 (2019)
- Oorlog Hoe lang nog?, Uitgeverij Ertsberg, 270 pp., ISBN 978 94 6475 072 0 (2024)